# Weser-Aller-Flachland
Das Weser-Aller-Flachland ist eine naturräumliche Einheit im norddeutschen Tiefland.
Sie erstreckt sich über den Großteil des südlichen Einzugsgebiets der Aller mit den Unterläufen der Oker und Leine und wird westlich durch die Mittelweser begrenzt.
Es wird naturräumlich begrenzt durch die Stader Geest, die Lüneburger Heide, das Wendland und die Altmark im Norden; im Osten das Mitteldeutsche Schwarzerdegebiet, im Süden das Nördliche Harzvorland und die Niedersächsischen Börden und im Westen  die Dümmer-Geestniederung und die Ems-Hunte-Geest. In der Nummerierung des Bundesamtes für den Naturschutz trägt es die Nummer D31.

## Naturräumliche Zuordnung
Naturräumlich stellt die Weser-Aller-Flachland die Großregion 3. Ordnung und Haupteinheitengruppe (Nummer 62, zweistellig) innerhalb des Norddeutschen Tieflandes (Großregion 1. Ordnung) dar. Sie spaltet sich wie folgt in Haupteinheiten (Regionen 4. Ordnung; dreistellig) auf:
- 62 Weser-Aller-Flachland (D31)
  - 620 Verdener Wesertal
  - 621 Thedinghäuser Vorgeest
  - 622 Hannoversche Moorgeest
  - 623 Burgdorf-Peiner Geestplatten
  - 624 Ostbraunschweigisches Flachland
  - 625 Drömling
  - 626 Obere Allerniederung
  - 627 Aller-Talsandebene
  - 628 Loccumer Geest